# عدنان شريف شهاب
عدنان شريف شهاب الحاج أحمد الناصري (- 29 أيلول 1980) ضابط عراقي برتبة عميد ركن، كان مرافقاً أقدم للرئيس أحمد حسن البكر، وعضو المكتب العسكري وآمر فوج حرس الرئاسة، وآمر لواء الحرس الجمهوري، كان من الضباط المنفذين لانقلاب 8 شباط سنة 1963 على الرئيس عبد الكريم قاسم وكان حينئذٍ ملازماً ثانياً، واشترك في انقلاب 17 تموز 1968 وكان حينئذٍ ملازماً أول، كانت رتبته العسكرية مقدماً أو رائداً سنة 1973 حين حاول ناظم كزار الانقلاب، على حكم أحمد حسن البكر فاستدرج ناظم رجالَ السلطة الأقوياء واختطفهم، ومنهم عدنان شريف الذي وُضعَ في صندوق إحدى سيارات موكب ناظم كزار الهارب من بغداد نحو حدود إيران شرقاً، عُيّن ملحقاً عسكرياً في الاتحاد السوفيتي برتبة سفير، ثم سفيرا في المغرب (1978)، وملحقاً عسكرياً سنة 1977 في مصر، التي كانت له فيها حينئذٍ علاقات واسعة بالمثقفين والأدباء، وفي 25 تموز سنة 2016، نشر موقع آر تي الروسي ما ذكره لهم طاهر توفيق العاني إذ قال «في أوائل عام 1978، غضب البكر على نائبه صدام حسين لسبب لم أعد أتذكره جيدا، فأصدر أمرا بعدم السماح له بدخول القصر الجمهوري. لذلك منعه العقيد الركن عدنان شريف شهاب آمر فوج الحرس الجمهوري عندما أراد الدخول إلى القصر، قائلا لصدام: أنت ممنوع بأمر الرئيس البكر؛ فما كان منه إلا أن غادر المكان ولجأ إلى بيت الدكتور علي الصافي واختفى فيه...وعندما علم البكر بمكان اختفاء صدام ذهب ومعه أعضاء القيادة القطرية إليه في دار علي الصافي، فقابله صدام وهو يبكي، فقال له البكر: أنا مقصر وحقك علي. وقبل مغادرتنا الدار، قال صدام إنه لم يحاول الاتصال بأحد أو يفعل شيئا، وإن أخاه غير الشقيق برزان إبراهيم التكريتي رئيس جهاز المخابرات وابن خاله عدنان خير الله وزير الدفاع عرفا بمكان اختفائه واتصلا به، فوجههما بالاستمرار في مسؤولياتهما في المسيرة مع الآخرين. وهنا اقتاده البكر من يده ليغادرا الدار معا وخلفهما أعضاء القيادة. وبعد ذلك الحدث، قال عدنان شريف للبكر: لقد جرحنا صدام وهذا شخص شرس وخطير ولا ينسى، دعني أصفيه ونخلص منه، فرفض البكر وعين عدنان سفيرا للعراق في المغرب، وعاد إلى العراق في بداية الحرب مع إيران وعين رئيسا لأركان الفيلق الثاني. وقد توفي في الأيام الأولى للحرب في حادث سقوط طائرة مروحية غامض. وعدنان كان رجلا شجاعا وصادقا وكريما ومن ضباط الدرع اللامعين، وهو الذي صعد بالدبابة الروسية» تي-55«إلى قمة جبل كورك في شمال العراق في السبعينيات؛ ما أذهل حتى الضباط السوفييت.»، أذاعت القيادة العراقية بلاغا عسكريا نعَتْ فيه القائد عدنان شريف شهاب الذي أُسقطت طائرته العسكرية حين كانت تحمله «لاداء الواجب»، وعدنان أخو الجيولوجي سامي شريف شهاب، وابن أخي حماد شهاب وزوج ابنته.